# Cour de justice de la Communauté européenne du charbon et de l'acier
La Cour de justice est l'organe de la Communauté européenne du charbon et de l'acier qui assure « le respect du droit dans l'interprétation et l'application du […] traité et des règlements d'exécution ».
La délégation française sur le traité estime que la Cour est à la fois la juridiction administrative de la Communauté, car celle-ci est compétente pour régler les litiges surgissant entre les institutions, mais aussi une cour internationale car elle peut prendre connaissance de certains litiges à caractère international portant sur l'application du traité.

## Sources

### Biographie
- Traité instituant la Communauté européenne du charbon et de l'acier, 18 avril 1951 (lire en ligne)
- Rapport de la Délégation française sur le Traité instituant la Communauté européenne du charbon et de l'acier la Convention relative aux dispositions transitoires signés à Paris le 18 avril 1951, Ministère des Affaires étrangères, octobre 1951